# Сант-Агата-Фельтрія
Сант-Агата-Фельтрія, Сант'Аґата-Фельтрія (італ. Sant'Agata Feltria) — муніципалітет в Італії, у регіоні Емілія-Романья, провінція Ріміні.
Сант-Агата-Фельтрія розташований на відстані близько 220 км на північ від Рима, 110 км на захід від Анкони, 60 км на захід від Пезаро, 38 км на північний захід від Урбіно.
Населення — 2171 особа (2014).

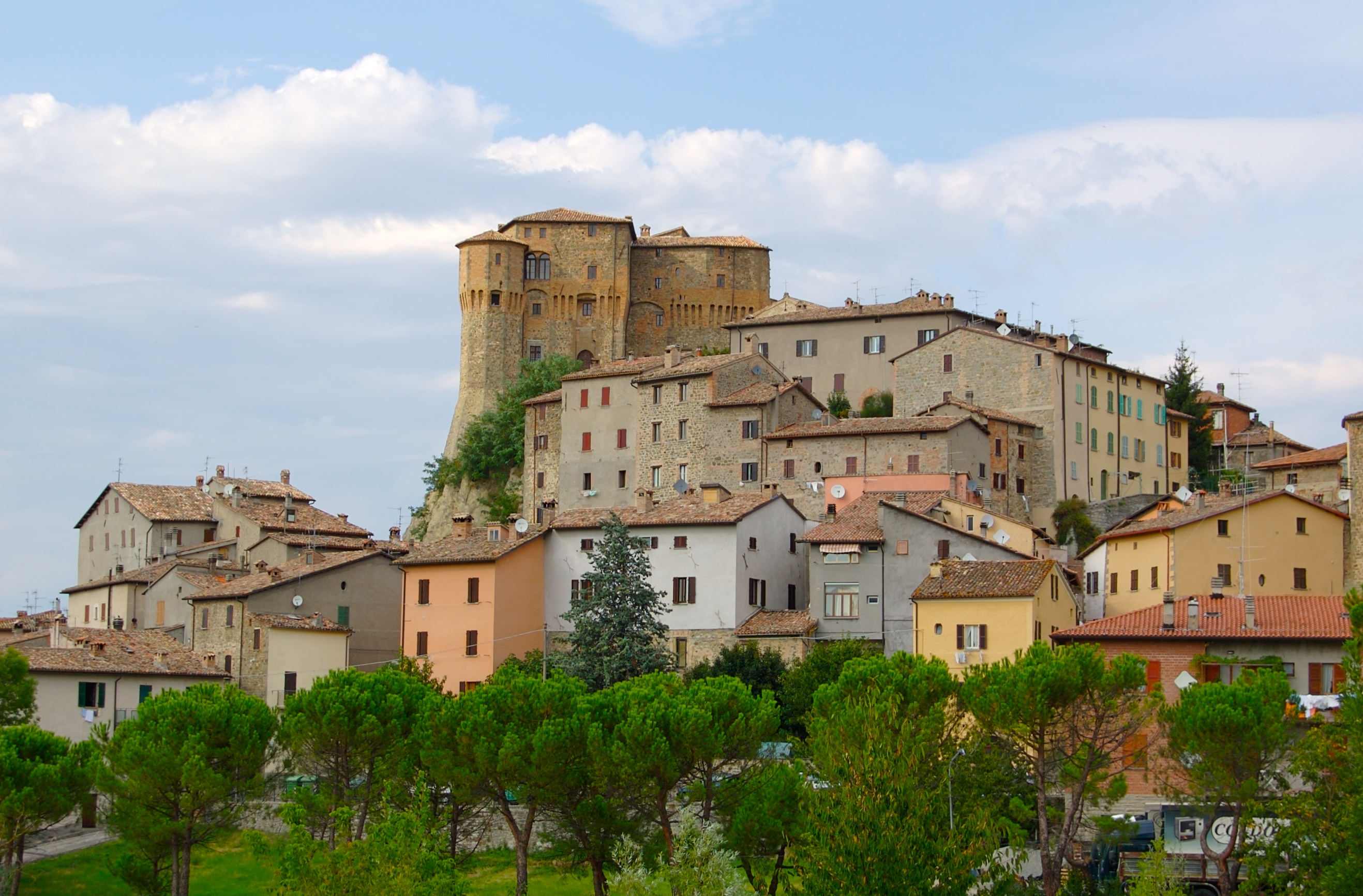

Щорічний фестиваль відбувається 5 лютого. Покровитель — Sant'Agata.

## Демографія
Населення за роками:

Станом на 1 січня 2023 року в муніципалітеті офіційно проживало 125 іноземців з 27 країн, серед них 58 громадян країн Євросоюзу та 10 громадян України.

## Сусідні муніципалітети
- Бадія-Тедальда
- Кастельдельчі
- Новафельтрія
- Пеннабіллі
- Сарсіна
- Сольяно-аль-Рубіконе
- Вергерето